# Pouillon (Marne)
Pouillon település Franciaországban, Marne megyében. Lakosainak száma 521 fő (2022. január 1.). Pouillon Villers-Franqueux, Chenay, Hermonville, Merfy, Saint-Thierry és Thil községekkel határos.

## Népesség
A település népességének változása:
| Lakosok száma | 305  | 458  | 446  | 459  | 489  | 496  | 494  | 506  | 505  | 521  |
|               | 1968 | 1982 | 1990 | 2006 | 2013 | 2015 | 2017 | 2019 | 2020 | 2022 |